# Championnat des îles Féroé de football 1977
Navigation
1. Deild 1976 1. Deild 1978
La saison 1977 du Championnat des îles Féroé de football était la 36e édition de la première division féroïenne à poule unique, la 1. Deild. Les sept meilleurs clubs du pays jouent les uns contre les autres à deux reprises durant la saison, à domicile et à l'extérieur.
En fin de saison, le dernier du classement est relégué et le meilleur club de 2. Deild, la deuxième division nationale, est quant à lui promu parmi l'élite.
C'est le TB Tvoroyri, tenant du titre, qui remporte à nouveau le championnat cette année après avoir terminé en tête du classement, avec 4 points d'avance sur le HB Torshavn et 5 sur le VB Vagur. C'est le 5e titre de champion de l'histoire du club, qui réussit le doublé en s'imposant en finale de la Coupe des îles Féroé face au VB Vagur.
En bas du classement, le promu, le IF Fram Tórshavn ne fait qu'un passage d'une saison parmi l'élite : il redescend dès la fin du championnat en 2. Deild.

## Les clubs participants
- B36 Tórshavn
- HB Tórshavn
- IF Fram Tórshavn - Promu de 2. Deild
- IF Fuglafjordur
- KÍ Klaksvík
- TB Tvøroyri - Tenant du Titre
- VB Vágur

## Compétition

### Classement[n 1]
Le barème de points servant à établir le classement se décompose ainsi :
- Victoire : 2 points
- Match nul : 1 point
- Défaite : 0 point

| Rang | Équipe               | Pts | J  | G | N | P | Bp | Bc | Diff |
| ---- | -------------------- | --- | -- | - | - | - | -- | -- | ---- |
| 1    | TB Tvoroyri (T) (C)  | 20  | 12 | 9 | 2 | 1 | 33 | 7  | +26  |
| 2    | HB Torshavn          | 16  | 12 | 7 | 2 | 3 | 23 | 9  | +14  |
| 3    | VB Vagur             | 15  | 12 | 7 | 1 | 4 | 22 | 19 | +3   |
| 4    | IF Fuglafjordur      | 13  | 12 | 6 | 1 | 5 | 26 | 16 | +10  |
| 5    | KÍ Klaksvík          | 8   | 12 | 3 | 2 | 7 | 13 | 23 | -10  |
| 6    | B36 Tórshavn         | 8   | 12 | 2 | 4 | 6 | 12 | 28 | -16  |
| 7    | IF Fram Tórshavn (P) | 4   | 12 | 1 | 2 | 9 | 6  | 33 | -27  |

|  | Vainqueur du championnat 1977                                                                    |
|  | Relégation directe en deuxième division                                                          |
|  | (T) Tenant du titre (C) Vainqueur de la Coupe des îles Féroé (P) Club promu de deuxième division |

### Résultats[n 1]
| Résultats (▼dom., ►ext.) | B36 | HB  | IFT | ÍF  | KÍ  | TBT | VBV |
| B36 Tórshavn             |     | 0-4 | 0-0 | 2-0 | 3-0 | 2-2 | 1-1 |
| HB Tórshavn              | 5-0 |     | 1-1 | 2-1 | 3-0 | 0-3 | 1-3 |
| IF Fram Tórshavn         | 3-1 | 0-3 |     | 0-4 | 0-3 | 0-4 | 1-2 |
| ÍF Fuglafjørður          | 5-1 | 0-0 | 7-1 |     | 4-1 | 2-1 | 3-2 |
| KÍ Klaksvík              | 1-1 | 3-1 | 2-0 | 0-1 |     | 0-0 | 4-3 |
| TB Tvøroyri              | 5-1 | 1-0 | 3-0 | 5-1 | 5-0 |     | 6-1 |
| VB Vágur                 | 1-0 | 0-3 | 3-0 | 2-0 | 2-1 | 0-1 |     |

## Bilan de la saison
| Championnat des îles Féroé de football 1977 |                        |
| Champion                                    | TB Tvoroyri (5e titre) |
| Coupes et trophées                          |                        |
| Vainqueur de la Coupe des îles Féroé 1977   | TB Tvoroyri            |
| Promotions et relégations                   |                        |
| Promus en 1. deild                          | MB Midvagur            |
| Relégués en 2. deild                        | IF Fram Tórshavn       |